# TUBGCP4
TUBGCP4‏ (Tubulin gamma complex associated protein 4) هوَ بروتين يُشَفر بواسطة جين TUBGCP4 في الإنسان.